# Cotton (album)
Cotton is het derde album van de Texaanse singer-songwriter Sam Baker.

## Geschiedenis
Met het verschijnen van dit album wordt gesproken van een Mercy Trilogy: het eerste deel, Mercy gaat over de aanslag waar Baker het slachtoffer van was, en de willekeur die bepaalt wie verder mag leven en wie niet; het tweede deel, Pretty World bevat overpeinzingen over dankbaarheid, verplichtingen en schoonheid, en Cotton gaat als derde deel over de prijs van vergeving of het vasthouden aan woede. Het album draagt als motto: "Talk about forgiveness".

Baker schreef alle nummers, op de traditional Who's Gonna Be Your Man na. Evenals op eerdere albums voegt hij een oud nummer (Meet Me in St. Louis, van Mills en Sterling uit 1904) in een van zijn liedjes (Signs) in.
Het album is opgedragen aan Ollie Lee Baker, Bakers vader die op 30 maart 2009 op 88-jarige leeftijd overleed. De luisteraars van het radioprogramma American Connection zetten het album op nummer 1 van de Album top 25 van 2009.

## Musici
- Sam Baker - zang, akoestische gitaar
- George Bradfute - akoestische gitaar, elektrische gitaar
- Steve Conn - piano
- Mike Daly - steelgitaar, slidegitaar
- Ron DeLaVega - contrabas, basgitaar, cello
- Mickey Grimm - drums, slagwerk
- Tim Lorsch - viool, mandoline

Gastmuzikanten
- Stephen Baker - zang
- Roxie Dean - zang
- Britt Savage - zang
- Travis Stinson - zang

## Tracks
1. Dixie
2. Cotton
3. Moon
4. Mennonite
5. Signs
6. Palestine II
7. Who's Gonna Be Your Man
8. Say the Right Words
9. Angel Hair
10. Not Another Mary
11. Palestine I
12. Bridal Chest
13. Snow